# Римская весна миссис Стоун
«Ри́мская весна́ миссис Сто́ун» (англ. The Roman Spring of Mrs. Stone) — британская романтическая драма режиссёра Хосе Куинтеро. Производства студии Warner Bros. Основан на рассказе Уильяма Теннесси. Музыку написал композитор Ричард Аддинселл

## Сюжет
Театральная актриса Карен Стоун (Вивьен Ли) вместе с мужем отправляется в Рим. В самолете у неё мужа мультимиллионера случается смертельный сердечный приступ. Стоун решает остаться в Италии, после того как она сыграла в комедии «Как вам это понравится» (в роли Розалинды).
Спустя год, графиня Террибили-Гонсалес знакомит её с молодым итальянцем Паоло (Уоррен Битти). Стоун влюбляется в итальянца но не получает взаимных чувств, в то же время Паоло начинает ухаживать за молодой американской актрисой. Стоун вместе с подругой возвращаются в Нью-Йорк, она дарит ключи от апартаментов прохожему.

## В ролях
- Вивьен Ли — Карен Стоун
- Уоррен Битти — Паоло ди Лео
- Лотте Ленья — графиня Магда Террибили-Гонсалес
- Корэл Браун[англ.] — Мэг
- Джилл Сент-Джон — Барбара Бингем
- Джереми Спенсер[англ.] — юноша
- Стелла Бонер[англ.] — миссис Джемисон-Уокер
- Питер Динели[англ.] — Ллойд Гринер
- Карл Джаффе[англ.] — барон Вальдхайм
- Харольд Каскет — Тейлор
- Виола Китс — Джулия Макайленни
- Клео Лэйн — певица
- Бесси Лав — Банни
- Элспет Марч — миссис Барроу
- Уоррен Митчелл — Джорджио
- Эрнест Тесайджер — Стефано
- Джин Марш — гость вечеринки

## Награды и номинации
| Награда | Дата церемонии     | Категория                    | Номинант    | Результат |
| ------- | ------------------ | ---------------------------- | ----------- | --------- |
| Оскар   | 9 апреля 1962 года | Лучшая актриса второго плана | Лотте Ленья | Номинация |

## Критика
«Энциклопедия международного кино» отметила «актёрскую игру [...] гораздо более впечатляющей, чем избитый сценарий». Variety оценила фильм как «мрачный, пессимистичный портрет вдовы средних лет».